# Георги Баташки
Георги Александров Баташки е български икономист, преподавател в Стопанската академия в Свищов, професор.

## Биография
Георги Баташки получава научно-квалификационна степен доктор по икономика през 1983 година в Стопанската академия. Професор Баташки владее руски език и френски език.
Започва кариерата си през 1976 г. като асистент в Стопанската академия. През следващите години е старши асистент и главен асистент в катедра „Счетоводство и отчетност“. През 1990 г. е хоноруван като доцент, а от 2011 г. е професор. От 1991 до 1998 г. е декан на факултет „Стопанска отчетност“. От 2011 г. е директор на Центъра за професионално обучение. Избран е за заместник-ректор.

## Трудове
Баташки е автор и съавтор на 6 монографии, 6 студии, 12 статии, 7 доклада, учебни помагала и учебници.
- „Счетоводни стандарти в публичния сектор“ (2015), учебник
- „Стандарти за одит в публичния сектор“ (2014), учебник
- „Счетоводни стандарти в публичния сектор“ (2009), учебник